# Aragwispiri
Aragwispiri – wieś w Gruzji, w regionie Mccheta-Mtianetia, w gminie Duszeti. W 2014 roku liczyła 907 mieszkańców.